# 올레크 베시
올레크 베시 또는 예언공 올레크(러시아어: Олег Вещий 올레크 베시[*], 고대 동슬라브어: Оль́гъ, Ѡль́гъ 올레구, 고대 노르드어: Helgi 헬기, 우크라이나어: Олег Віщий 올레흐 비슈치[*], 생년 미상~912년)는 제2대 노브고로드 공(재위: 879년~882년)이자 사실상 초대 키예프 공(재위: 882년~912년)이다. 류리크 왕조 출신이다.

## 생애
스칸디나비아 출신이며 879년 류리크의 뒤를 이어 노브고로드 공으로 즉위했다. 《원초 연대기》에 따르면 올레그는 882년부터 912년까지 키예프 공을 역임했다고 한다. 882년 키예프에서 아스콜트(Askold)와 디르(Dir)를 살해하고 권력을 잡았다.
드네프르강 주변에 있던 마을을 점령해 나가면서 키예프를 수도로 하는 키예프 루스를 수립했다. 또한 키예프와 인근에 있던 여러 동슬라브족들의 영토를 정복해 나가면서 세력을 확장했고 동로마 제국 원정에 직접 나서기도 했다. 907년에는 동로마 제국과 통상 조약을 체결했다.
912년에는 주술사가 올레그는 자신이 타고 다니는 말 때문에 죽을 것이라고 예언했다. 주술사의 말을 들은 올레그는 자신이 타고 다니던 말과 헤어지게 된다. 올레그는 자신이 아끼던 애마가 죽자 눈물을 흘렸지만 주술사의 예언은 거짓말이라며 믿지 않았다. 그렇지만 올레그의 애마의 시체 주변에 있던 독사들이 올레그의 발을 물었고 올레그는 결국 사망하게 된다. 그의 시신은 스타라야라도가에 안치되었다. 키예프 공위는 이고리 류리코비치가 승계받았다.

## 사진

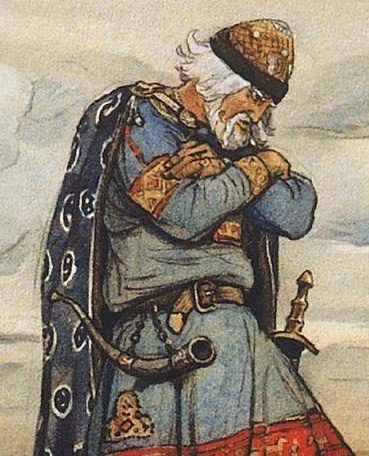
빅토르 바스네초프의 그림에 등장하는 올레그 베시
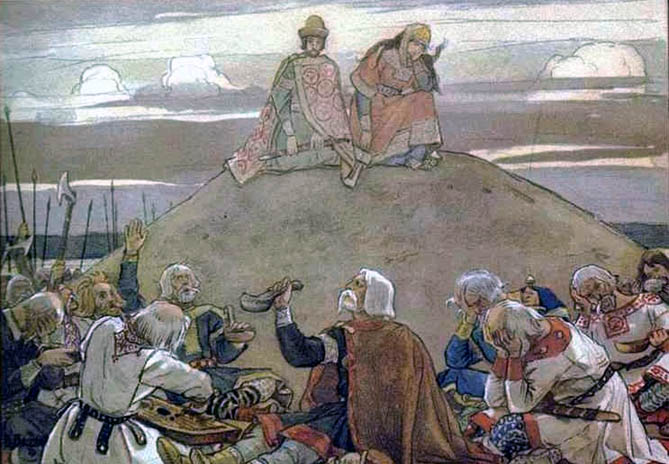
빅토르 바스네초프의 그림 《올레그를 추모하는 병사들》